# Fremont (Ohio)
Fremont település az Amerikai Egyesült Államok Ohio államában, Sandusky megyében, melynek megyeszékhelye is. Lakosainak száma 15 930 fő (2020. április 1.).

## Népesség
A település népességének változása:

| 2010 | 16 734 |
| 2020 | 15 930 |